# Фархорський джамоат
Фархо́рський джамоат (тадж. Ҷамоат Фархор) — джамоат у складі Фархорського району Хатлонської області Таджикистану.
Адміністративний центр — село Аловуддін.
Населення — 11562 особи (2011; 10213 в 2010, 11910 в 2009).
До складу джамоату входять 5 сіл:
| Населений пункт | Стара назва | Населення, осіб (2009) | Населення, осіб (2010) |
| --------------- | ----------- | ---------------------- | ---------------------- |
| Аловуддін       | Рохі-Ленін  | 3061                   | 2627                   |
| Дусті           | Арабо       | 396                    | 339                    |
| Іттіфок         | Тугуль      | 3675                   | 3150                   |
| Хуррамзамін     | Тугуль      | 2878                   | 2467                   |
| Шафтолубог      | Шафтолубог  | 1900                   | 1630                   |